# Under Control (Parachute)
Under Control è un singolo del gruppo musicale statunitense Parachute, pubblicato il 17 maggio 2009 come secondo estratto dal primo album in studio Losing Sleep.

## Successo commerciale
Il singolo ottenne successo negli Stati Uniti.